# Homero Burgos Oliveros
Homero Benjamín Burgos Oliveros (Otuzco, La Libertad, 24 de agosto de 1958) es un médico, cirujano y político peruano. Fue el primer presidente del Gobierno Regional de La Libertad, siendo elegido en las elecciones regionales del año 2002 para el periodo 2003-2006.

## Biografía
Homero Burgos nació en la ciudad peruana de Otuzco, ubicado en la región de La Libertad, el 24 de agosto de 1958. Es hijo de Ángel Burgos Villacorta y de Zoraida Oliveros Narváez. Es también es hermano de Juan Burgos, congresista del periodo 2021-2026.
Estudió la carrera de Medicina en la Universidad Nacional de Trujillo, donde se graduó de bachiller en el año 1988. Luego estudió para médico cirujano y se especializó en Cirugía general en 2015.
Como médico cirujano laboró en el Hospital Regional Docente de Trujillo.

## Carrera política
Fue miembro del Partido Aprista Peruano, donde fue candidato al Congreso de la República en las elecciones parlamentarias del año 1995 sin éxito.

### Presidente Regional de La Libertad
En las elecciones regionales del 2002, Burgos fue elegido como candidato aprista para la presidencia del Gobierno Regional de La Libertad, siendo las primeras elecciones para elegir a los presidentes de las regiones del Perú. Finalmente, Homero Burgos fue elegido con el 50.897% de los votos como presidente del Gobierno Regional de La Libertad, siendo históricamente el primer gobernante de la región peruana. Fue luego juramentado para el periodo 2003-2006.
Durante su gestión se realizaron diversas obras. Asimismo, colaboró con el gobierno del presidente Alejandro Toledo en temas de descentralización y en la suscripción del convenio de cooperación para mejorar la carretera Otuzco - Callacuyán.
En las elecciones regionales del año 2022, Homero Burgos decidió volver al ámbito político para postular por segunda vez a la presidencia del Gobierno Regional de La Libertad, siendo esta vez por el partido político Avanza País. Sin embargo en julio de ese mismo año, el Jurado Especial Electoral de Trujillo decidió excluir su candidatura debido a problemas de inscripción en el plazo electoral.

## Controversias
Durante su gestión como presidente del Gobierno Regional de La Libertad, Homero Burgos estuvo denunciado por diversos casos de corrupción. En abril del año 2004, Burgos fue denunciado por su propia vicepresidenta, Eufrosina Santa María, de los delitos de colusión, peculado, malversación y de otros delitos. Sin embargo, Santa María terminó por no declarar su denuncia tras ser amenazada por miembros del Gobierno Regional de La Libertad allegados a Burgos y por el Partido Aprista Peruano, quien le inició un proceso disciplinario. Asimismo, Burgos fue denunciado por un dirigente sindical de malversación de fondos públicos, en donde se utilizó la mitad de S/715.000 (S/150.000) para el pago de sueldos y aguinaldos navideños.
En 2005 Burgos fue detenido luego de que el Poder Judicial ordenara su captura tras no acudir a sus juicios por abuso de autoridad y nombramiento ilegal de directores en el Gobierno Regional de La Libertad.
Burgos fue condenado en el año 2010 a 4 años de cárcel, sin embargo, terminó quedando en libertad.
En el año 2013, Homero Burgos fue capturado por una orden del séptimo juzgado unipersonal de Trujillo por no presentarse a las citas judiciales en los juicios que se le seguían por los delitos de negociación incompatible, falsedad genérica y aprovechamiento indebido del cargo durante su gestión como presidente regional. Posteriormente fue encarcelado en la Corte Superior de Justicia de La Libertad y luego fue liberado por el Poder Judicial en Natasha Alta.